# Mohare, Sampgaon
Mohare là một làng thuộc tehsil Sampgaon, huyện Belgaum, bang Karnataka, Ấn Độ.